# Gin Ichimaru
Gin Ichimaru (市丸 ギン , Ichimaru Gin) is een personage uit de Japanse anime- en mangaserie Bleach. Hij was de kapitein van de 3e divisie van de Gotei 13, totdat hij Soul Society verraadde, samen met Sosuke Aizen en Kaname Tousen.

## Vroegere geschiedenis
Voor het begin van de eigenlijke verhaallijn, leefde Gin in Rukongai, waar hij Rangiku Matsumoto ontmoette. Zij was compleet uitgeput en zonder enige spirituele energie. Er ontwikkelde zich tussen hen een vriendschap en ze leefden een tijdje samen. Gin merkte ook Aizen op in Rukongai en ontdekte dat deze de spirituele energie van Rangiku gestolen had. Hij zwoer Aizen te zullen doden.
Ongeveer 110 jaar voor het begin van het verhaal ontdekte Rangiku Gin onder het bloed, waarna Gin haar vertelde dat hij besloten had een Shinigami te worden. Gin en Rangiku sloten samen aan op de Shino Academy, waar Gin na één jaar al uit gradueerde en een positie als 5e zit in de 5e divisie van de Gotei 13 verwierf, onder leiding van Sosuke Aizen.
Gin en Aizen redden Kira Izuru, Momo Hinamori en Shuhei Hisagi die op een missie aangevallen werden door Hollows. Toen Gin kapitein werd - ongeveer gelijktijdig met Byakuya Kuchiki, werd Kira zijn subkapitein. Hoewel hij al kapitein was, bleef Gin trouw aan Aizen.
Gedurende hun tijd als kapitein, zijn Gin, Sosuke Aizen en Kaname Tousen naar Hueco Mundo gereisd en hebben ze daar met de koning van Hueco Mundo en heer van Las Noches, Baraggan Louisenbairn, een gesprek gehad waarin Aizen zijn shikai toonde.

## Verhaallijnen
Gin verschijnt voor het eerste in de manga volume 8, hoofdstuk 65 en in de anime episode 20. Hier stopt hij Kenpachi Zaraki en Byakuya Kuchiki voordat ze kunnen vechten, na een korte discussie. Gin ontmoet Ichigo voor het eerst bij de poort van Soul Society, die op dat moment opengehouden wordt door Jidanbo Ikkanzaka. Gin stopt hen, zodat ze niet binnenkunnen, in plaats van hen te doden, zoals hij eigenlijk had moeten doen.
Toshiro Hitsugaya, kapitein van de 10e squad van de Gotei 13, hoort een gesprek tussen Gin en Aizen, waarin Gin laat doorschemeren dat hij Aizen wil doden. Toshiro vertelt dit aan Aizen's luitenant, Momo Hinamori. De volgende dag ontdekt zij het lichaam van haar kapitein, waardoor ze meteen Gin verdenkt hem vermoord te hebben. Momo valt Gin aan, maar wordt tegengehouden door Kira. Toshiro stopt de twee en arresteert hen.
Gin laat Kira uit zijn cel ontsnappen, waardoor Toshiro argwanend wordt en hen beiden confronteert. Hij wordt echter tegengehouden door Momo, die hem nu verdenkt Aizen gedood te hebben dankzij een brief die Aizen haar naliet. Toshiro valt Gin aan en slaagt erin zijn arm te bevriezen. Hierop wil Gin Momo doden als een afleiding, maar Rangiku weerhoudt hem daarvan.
Wanneer het blijkt dat Aizen het brein is achter het hele verraad, lijkt Gin slechts een afleidingsmanoeuvre. Hij wil Rukia Kuchiki doden, nadat Aizen de Hogyoku uit haar lichaam haalde, maar wordt gestopt door Byakuya Kuchiki. Gin, Aizen en Tousen ontsnappen naar Hueco Mundo.
Terwijl Ichigo Kurosaki samen met de anderen Hueco Mundo binnendringt om Orihime Inoue te redden, manipuleert Gin de gangen van Las Noches.
Gin, Aizen en Tousen reizen naar Karakura Town, het dorp waar Ichigo woont. Dit is echter vervangen door een replica, terwijl het echte Karakura Town in Soul Society bewaard wordt. Ze worden echter tegengehouden door Genryusai Yamamoto's Shikai. Intussen wordt er rondom hen gevochten door de andere kapiteins en luitenants (onder andere Rangiku Matsumoto, Toshiro Hitsugaya, Shuhei Hitsugaya, Kira Izuru, ...). Gin laat vallen dat hij blij is dat het goed gaat met Kira.
Wonderweiss Margela arriveert daarna en dooft het vuur dat de drie voormalige kapiteins gevangen houdt. Gin steekt Hiyori Sarugaki in haar zij met Shinso, waarna de Shinigami en Visored hem aanvallen. Vervolgens ontwikkelt zich er een verbaal gevecht tussen Ichigo en Gin, dat uitmondt in een echt gevecht, waarbij Ichigo hem licht verwond. Gin wil Ichigo doden, maar wordt tegengehouden door Aizen. In plaats daarvan gaan ze naar Soul Society, naar het echte Karakura Town.
Aangekomen in het echte Karakura Town komen Gin en Aizen Ichigo's vrienden tegen. Rangiku komt echter tussenbeide, en Gin neemt haar, na toestemming van Aizen, mee naar een afgelegen plek. Een tijd later keert Gin terug naar Aizen en vertelt hij hem dat hij Rangiku gedood heeft. Aizen wil achter de vrienden van Ichigo gaan, maar Gin houdt hem tegen. Hij biedt aan in zijn plaats hen te achtervolgen. Hij verraadt Aizen echter en laat een stukje van zijn zwaard in Aizen's hart binnendringen. Dat stukje bevat een dodelijk gif. Aizen haalt uit naar Gin en gooit de dodelijk verwonde Gin op een nabijgelegen gebouw.
Op dat moment komt Rangiku aan. Ze is volkomen in orde. Ze huilt en houdt Gin in haar armen terwijl hij aan het sterven is. Dan komt Ichigo aan, en Gin merkt op dat zijn ogen opnieuw kracht uitstralen. Gin bedenkt zich dat hij nu kan sterven en het doden van Aizen aan Ichigo kan overlaten.

## Krachten
Gin is bekend als een geniaal en uitermate getalenteerd shinigami. Het was al vanaf een jonge leeftijd duidelijk dat hij zeer getalenteerd was. Zijn talenten uiten zich op alle vlakken: offensief, defensief, Kido/Reiatsu, intelligentie, mobiliteit/snelheid en fysieke kracht. Gin is ook een manipulatief en misleidend persoon. Dankzij een gebalanceerde combinatie van deze elementen kan hij gemakkelijk gevechten naar zijn hand zetten.
Gin is - net zoals Byakuya Kuchiki - zeer bedreven in het gebruik van de Shunpo. Hoewel hij dit niet tijdens gevechten laat zien, gebruikte hij zijn Shunpo om terug te trekken na het gevecht met Toshiro Hitsugaya. Zijn snelheid kan concurreren met de snelheid van Ichigo's Tensa Zangetsu.
Kido is ook een van de vele krachten die Gin toont. Hij kan zichzelf en Aizen over bepaalde afstanden teleporteren, door middel van Sentan Hakuja. Ook gebruikte hij Hakufuku op Rangiku, om Aizen ervan te weerhouden haar Reiatsu te voelen.

### Shinso
Gin's Zanpakuto, Shinso (神鎗, Godenspeer of Heilige Speer) lijkt op een gewone wakizashi.
Shikai: De Shikai kan geactiveerd worden door de zin "schiet om te doden" (射殺せ, Ikorose). In de Shikai-vorm schijnt het lemmet van het zwaard licht wit op en kan het aan hoog tempo langer worden. Ook heeft het een grote kracht, waarmee Gin Jidanbo en Ichigo omverkegelde.
Bankai: De Bankai-naam van Shinso is Kamishini no Yari (神殺鎗, Goden-dodende Speer). In de vorm van Bankai verandert het zwaard niet van uitzicht, maar blijft het in zijn wakizashi-vorm. De krachten van de bankai zijn bijna hetzelfde als die van de shikai, maar ze zijn wel toegenomen.